# 末口
末口（すえくち）とは、丸太の太さ（直径）を表す用語。特に丸太の一方が細くなっている形状のもので、丸太の細い方の直径をいう。建築資材に関する用語。財団法人建設物価調査会発行の「建設物価」や一般財団法人経済調査会発行の「積算資料」などで切り丸太のところに使用されている。

## 概要
注意すべき点は、末口75mmといった場合、太いところでは（目通り径という）は75mmより太くなっているということである。丸太の直径のサイズはこの末口で計る場合と目通りで計る場合の2通りが混在している。
したがって、丸太を使用する工事においては、設計・積算や仕様、発注段階で、そのサイズが目通りなのか末口を指しているのかは注意する必要がある。